# 別列濟夫卡 (涅米羅夫區)
48°55′59″N 28°52′38″E / 48.93306°N 28.87722°E
別列濟夫卡（烏克蘭語：Березівка），是烏克蘭西南部的村莊，隸屬文尼察州的文尼察區。該村始建於1778年，面積0.53平方公里，海拔高度254米，2001年人口103，人口密度每平方公里194.34人。